# Polen ved sommer-OL 2016
Polen deltog ved sommer-OL 2016 i Rio de Janeiro i perioden 5. til 21. august 2016. 

## Medaljer
| 2016 Rio de Janeiro | Guld | Sølv | Bronze | Total |
| Polen               | 2    | 3    | 6      | 11    |

### Medaljevindere
| Polen ved sommer-OL 2016 i Rio de Janeiro | Polen ved sommer-OL 2016 i Rio de Janeiro                           | Polen ved sommer-OL 2016 i Rio de Janeiro | Polen ved sommer-OL 2016 i Rio de Janeiro | Polen ved sommer-OL 2016 i Rio de Janeiro |
| Medaljer                                  | Navn                                                                | Sportsgren                                | Konkurrence                               | Dato                                      |
| ----------------------------------------- | ------------------------------------------------------------------- | ----------------------------------------- | ----------------------------------------- | ----------------------------------------- |
| Guld                                      | Magdalena Fularczyk Natalia Madaj                                   | Roning                                    | Kvindernes dobbeltsculler                 | 11. august                                |
| Guld                                      | Anita Włodarczyk                                                    | Atletik                                   | Kvindernes hammerkast                     | 15. august                                |
| Sølv                                      | Piotr Małachowski                                                   | Atletik                                   | Mændenes discoskast                       | 13. august                                |
| Sølv                                      | Marta Walczykiewicz                                                 | Kano og kajak                             | Kvindernes K-1 200 meter                  | 16. august                                |
| Sølv                                      | Maja Włoszczowska                                                   | Cykling                                   | Kvindernes cross-country                  | 20. august                                |
| Bronze                                    | Rafał Majka                                                         | Cykling                                   | Mændenes linjeløb                         | 6. august                                 |
| Bronze                                    | Monika Ciaciuch Agnieszka Kobus Joanna Leszczyńska Maria Springwald | Roning                                    | Kvindernes dobbeltfirer                   | 11. august                                |
| Bronze                                    | Beata Mikołajczyk Karolina Naja                                     | Kano og kajak                             | Kvindernes K-2 500 meter                  | 16. august                                |
| Bronze                                    | Monika Michalik                                                     | Brydning                                  | Kvindernes 63 kg                          | 18. august                                |
| Bronze                                    | Oktawia Nowacka                                                     | Moderne femkamp                           | Kvindernes konkurrence                    | 19. august                                |
| Bronze                                    | Wojciech Nowicki                                                    | Atletik                                   | Mændenes hammerkast                       | 19. august                                |

## Svømning

### Resultater
| Dato      | Disciplin   | H/D    | Udøver                                                          | Indledende heat | Indledende heat | Semifinale          | Semifinale          | Finale              | Finale              |
| Dato      | Disciplin   | H/D    | Udøver                                                          | Tid             | Placering       | Tid                 | Placering           | Tid                 | Placering           |
| --------- | ----------- | ------ | --------------------------------------------------------------- | --------------- | --------------- | ------------------- | ------------------- | ------------------- | ------------------- |
| 6. august | 400 m fri   | Herrer | Wojciech Wojdak                                                 | 3:48,87         | 23              | N/A                 | N/A                 | ude af konkurrencen | ude af konkurrencen |
| 6. august | 400 m fri   | Herrer | Filip Zabrowski                                                 | 3:49,84         | 28              | N/A                 | N/A                 | ude af konkurrencen | ude af konkurrencen |
| 6. august | 100 m bryst | Herrer | Marcin Stolarski                                                | 1:01,06         | 29              | ude af konkurrencen | ude af konkurrencen | ude af konkurrencen | ude af konkurrencen |
| 6. august | 4x100 m fri | Damer  | Katarzyna Wilk Alicja Tchórz Aleksandra Urbańczyk Anna Dowgiert | 3:41,43         | 15              | N/A                 | N/A                 | ude af konkurrencen | ude af konkurrencen |
| 7. august | 100 m ryg   | Damer  | Alicja Tchórz                                                   | 1:01,31         | 21              | ude af konkurrencen | ude af konkurrencen | ude af konkurrencen | ude af konkurrencen |